# Pemra Özgen

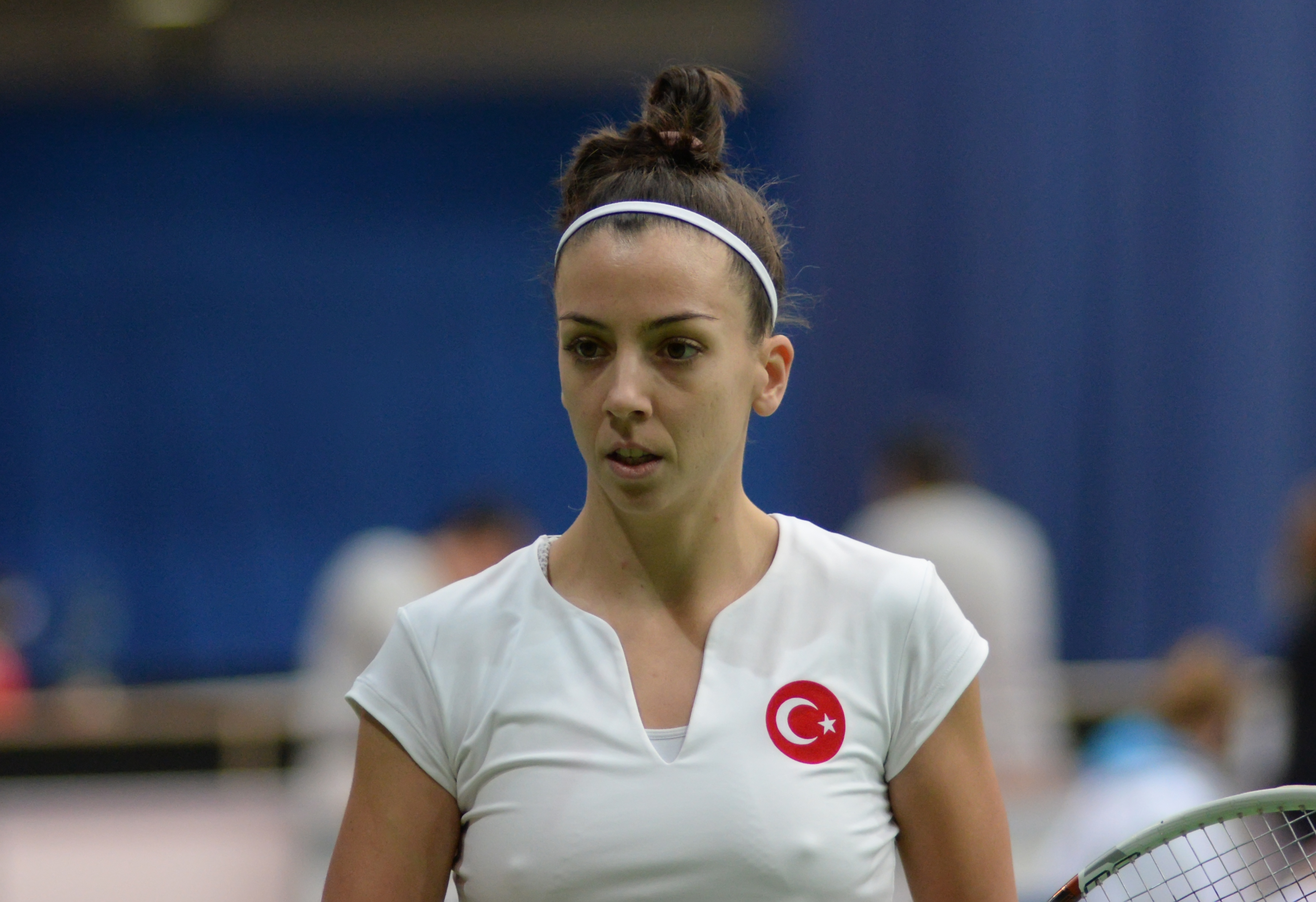
Pemra Özgen amb la samarreta nacional

Pemra Özgen (İstanbul, 8 de maig de 1986) és una jugadora de tennis turca. Özgen va començar al tennis als vuit anys. Pemra també juga a la selecció turca.